# Sankt Olof
Sankt Olof é uma localidade da Suécia, situada na província histórica da Escânia.
Tem cerca de 624 habitantes, e pertence à Comuna de Simrishamn.
Está situada a 15 km a noroeste de Simrishamn.